# Brachylophus vitiensis
Brachylophus vitiensis, cunoscută sub denumirea comună de iguana cu creastă din Fiji, este o specie pe cale de dispariție critică de iguanidă endemică pe insulele nord-vestice ale arhipelagului Fiji. Aceasta populează pădurile tropicale uscate de pe insulele Yaduataba (vest de Vanua Levu), Yadua, Macuata, Yaquaga, Devuilau (Insula Caprelor), Malolo, Monu și Monuriki.

## Descoperire
Descoperirea acestei specii este legată parțial de filmul Laguna Albastră, ale cărui scene au fost filmate parțial pe o insulă izolată din Fiji. Imaginile cu o iguana mare și distinctiv colorată, apărute accidental în film, au stârnit interesul comunității științifice. Herpetologul dr. John Gibbons de la Universitatea Pacificului de Sud identificase anterior specia pe altă insulă fijiană, dar extinderea arealului a fost confirmată după ce un colaborator a recunoscut exemplarele în secvențele filmului. Gibbons a descris oficial specia în 1981, făcând referire explicită la film.

## Taxonomie și etimologie
Denumirea genului, Brachylophus, derivă din cuvintele grecești brachys (βραχῦς) – „scurt” și lophos (λοφος) – „creastă”, aluzie la creasta spinulată și compactă de pe regiunea dorsală a animalului. Epitetul specific, vitiensis, este un toponim latinizat derivat din denumirea indigenă a arhipelagului Fiji – Viti.
Specia B. vitiensis este înrudită cu iguana cu bandă din Lau (Brachylophus fasciatus) și iguana bandată fijiană (B. bulabula). Se presupune că iguanidele din genul Brachylophus, precum și genul dispărut Lapitiguana au evoluat din strămoși care au traversat Pacificul plutind pe plute vegetale, parcurgând aproximativ 9.000 km dinspre Americi, unde trăiesc cele mai apropiate rude ale lor – iguanidele din genurile Iguana și Ctenosaura.

## Habitat
Brachylophus vitiensis este endemică pe insulele nord-vestice ale arhipelagului Fiji, în Oceanul Pacific de Sud. Specia este restrânsă la pădurile tropicale uscate, în special la pădurile situate în umbra pluviometrică a anumitor insule din Fiji. Aceste ecosisteme printre cele mai amenințate din Pacific, oferă condiții unice de umiditate și vegetație. O populație restrânsă de iguane cu creastă din Fiji – mai puțin de 80 de indivizi – poate fi întâlnită pe insula Macuata, însă cea mai mare parte a speciei – sub 4.000 de exemplare – este concentrată pe insula Yadua Taba. Aceasta, declarată rezervație naturală de către National Trust of Fiji, fiind astfel singura populație protejată legal a iguanei crestate din Fiji. Insula a fost eliberată de pericolele incendiilor forestiere și de prezența caprelor, factori majori în declinul inițial al speciei.
Prezența iguanelor cu creastă a fost semnalată și pe alte insule: Deviulau, Waya, Monuriki, Monu, Qalito (posibil dispărută), Yaquaga, Yadua, Yaduataba și Malolo Levu. Recent, pe insula Malolo Levu a fost creată o mică zonă protejată prin reîmpădurire pentru ultimii 15 indivizi identificați la Likuliku Lodge și 6 la Malolo Resort. Prezența juvenililor în acest habitat indică o anumită activitate reproductivă, însă perspectivele pentru această subpopulație rămân îngrijorătoare. 
În trecut, specia probabil ocupa zone cu altitudini de până la 500 de metri, însă în prezent este întâlnită doar la altitudini de maximum 100 de metri.

## Descriere

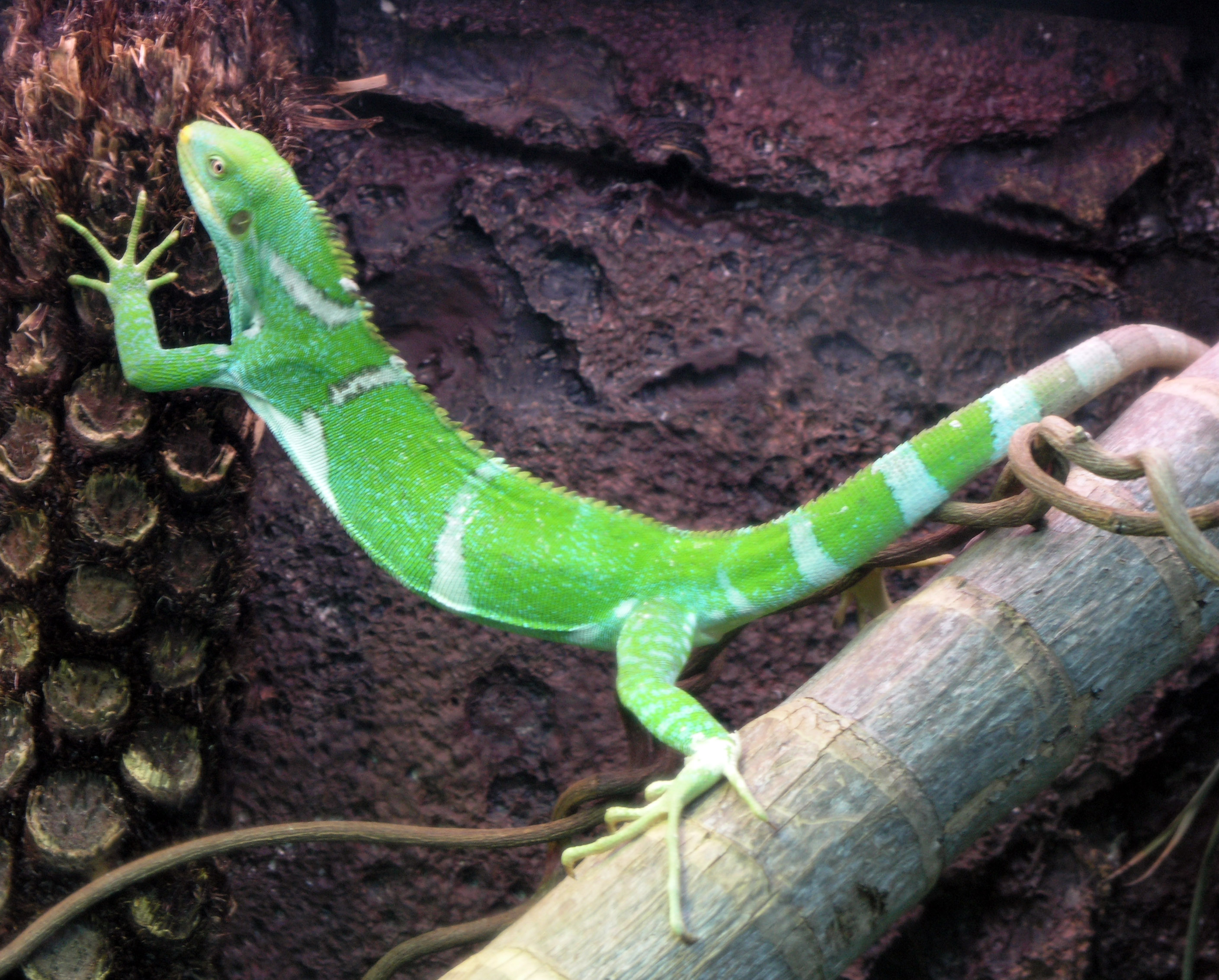
O iguană crestată din Fiji la Grădina Zoologică Perth

Iguana cu creastă din Fiji este o șopârlă robustă, de dimensiuni mari, distinctă de alte iguanide fijiene prin prin modelul său cromatic unic. Masculii prezintă trei benzi înguste, de culoare crem până la alb, care contrastează cu benzile albăstrui mai late ale speciilor înrudite. Aceste benzi albicioase sunt adesea însoțite de chevroane formate din solzi negri în proximitatea lor.
Brachylophus vitiensis se remarcă prin dimensiunile sale mai mari, atingând o lungime totală de până la 75 cm și o greutate de aproximativ 300 g. O trăsătură distinctivă este creasta spinulată de pe spate, compusă din spini care pot ajunge la 1,5 cm lungime, extinzându-se de la ceafă până la baza cozii.
La eclozare, puii au o culoare verde închis, dar în câteva ore pielea lor capătă o nuanță strălucitoare de verde smarald, iar de-a lungul corpului devin vizibile benzi înguste albe. Ochii acestei specii sunt de culoare portocaliu-roșiatic sau auriu rozaliu.

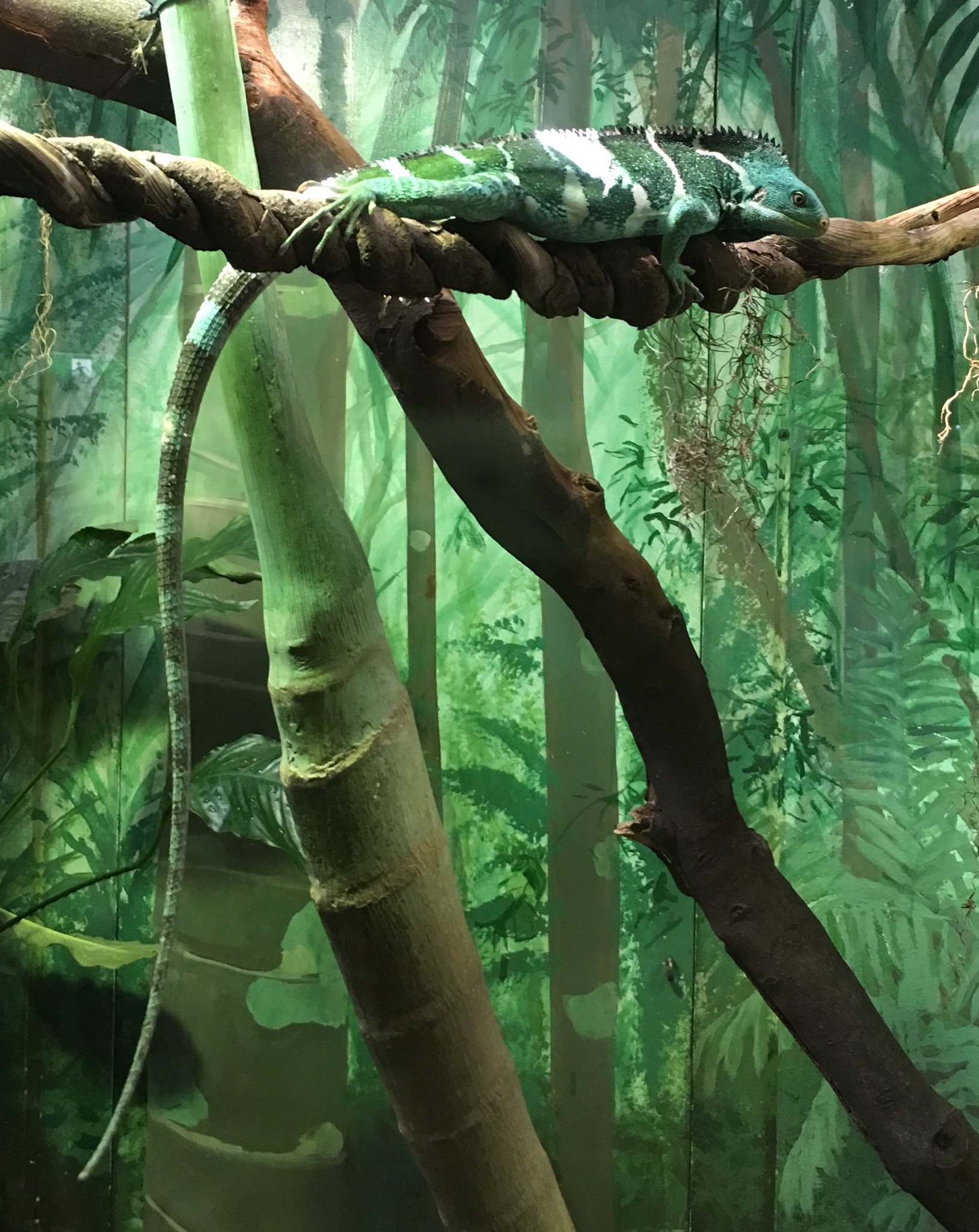
O iguană crestată din Fiji, cu întreaga lungime a cozii vizibilă, fotografiată la Grădina Zoologică Taronga Sydney.

## Comportament
Iguana cu creastă din Fiji este o specie diurnă care preferă să trăiască la umbra copacilor, dar își caută surse de căldură și expunere la soare în zilele mai răcoroase. Aceasta are capacitatea de a-și schimba rapid culoarea, trecând de la verde lstrălucitor a negru atunci când este agitată. Această schimbare cromatică este folosită ca mecanism de apărare împotriva prădătorilor: verde strălucitor în condiții normale, verde închis în fața unui pericol moderat și negru în situații extreme. Dacă benzile albe sau schimbarea bruscă de culoare nu descurajează prădătorul, iguana își mărește volumul gâtului, își balansează capul și se aruncă spre amenințare.
Pentru a se deplasa între copacii în care își petrece majoritatea timpului, utilizează ramurile suprapuse ca punți naturale, profitând de degetele lungi și coada flexibilă pentru a menține echilibrul și a naviga eficient prin coroanele arborilor.
În habitatul său natural, iguana cu creastă din Fiji este adesea observată în perechi mixte. Ritualurile de împerechere variază: uneori, masculul trebuie să urmărească și să imobilizeze femela pentru a iniția copulația, în timp ce alteori aceasta are loc fără o astfel de urmărire.
Iguanele crestate din Fiji sunt predominant herbivore, hrănindu-se cu frunze, fructe, lăstari și flori din arbori și arbuști.
Aceste reptile sunt erbivore, hrănindu-se atât cu frunze tinere, cât și cu florile mari ale diverselor specii vegetale. Preferința lor pentru florile dulci de hibiscus ale arborelui Vau (Hibiscus tiliaceus) este deosebit de pronunțată, aceasta fiind una dintre principalele surse de hrană și un loc de refugiu.
Dieta nu prezintă variații semnificative sezoniere, diferențe între sexe sau modificări în funcție de vârstă. Deși puii crescuți în captivitate pot consuma ocazional insecte, adulții evită acest tip de hrană, menținând un regim strict vegetarian.

## Reproducere
iguana cu creastă din Fiji, asemenea tuturor celorlalte iguanide, se reproduce prin ouă. Sezonul de reproducere are loc între lunile martie și aprilie, iar ritualurile curtare și împerechere încep în ianuarie. Femelele depun ouă albe, de dimensiuni mari, cu o textură pieloasă. Specia este ovipară și se remarcă prin una dintre cele mai lungi perioade de incubație dintre reptile, variind între 189 de zile și nouă luni.
Femelele construiesc cuiburi prin săparea de gropi în solul pădurii, unde depun între trei și cinci ouă, acoperindu-le apoi cu grijă pentru a le proteja de prădători și condițiile meteorologice. Numărul mediu de ouă per pontă fiind de patru.
Eclozarea are loc după aproximativ 8–9 luni, de obicei în perioada octombrie–noiembrie, la începutul sezonului ploios. Cu câteva săptămâni înainte de eclozare, pe suprafața oului apare o marcă ovală de culoare brună, indicând punctul prin care puiul va ieși. Procesul de eclozare poate dura uneori o zi întreagă.

## Iguanele și omul

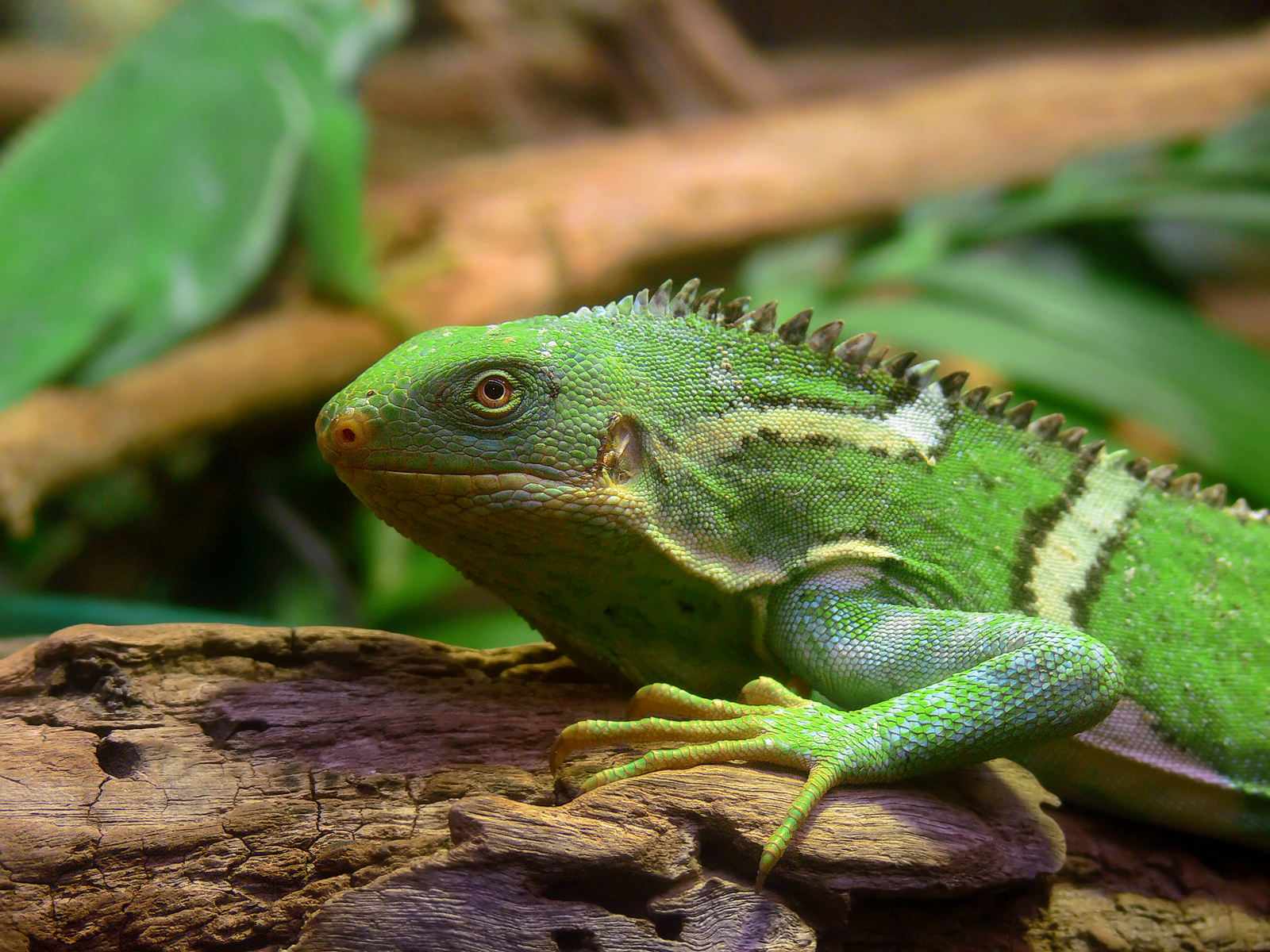
La Grădina Zoologică Melbourne

În cultura fijiană, iguana este cunoscută sub numele de vokai, deși unele triburi o numesc saumuri. Pentru două triburi indigene, această reptilă are un statut totemic, iar menționarea numelui său în prezența femeilor este interzisă; încălcarea acestei tradiții poate atrage pedepse corporale. Cu toate acestea, majoritatea fijienilor se tem de iguana cu creastă din cauza comportamentului său defensiv agresiv atunci când este amenințată.

## Amenințări
Cea mai mare amenințare pentru iguana cu creastă din Fiji este pierderea habitatului cauzată de incendii, furtuni, extinderea agriculturii și competiția cu caprele sălbatice (Capra hircus). Caprele au fost introduse pe insula Yadua Taba în 1972, iar până la sfârșitul anilor 1970 populația acestora depășea 200 de exemplare. Vegetația insulei a fost grav afectată de pășunatul excesiv și de incendiile provocate pentru capturarea mai ușoară a caprelor. După descoperirea speciei, majoritatea caprelor au fost îndepărtate, iar incendiile au fost interzise. Ca rezultat, pădurea uscată s-a regenerat semnificativ, fiind în prezent cel mai bun exemplu rămas de pădure uscată pacifică. Cu toate acestea, prezența speciei invazive Leucaena amenință amenință regenerarea arborilor nativi esențiali pentru hrana iguanelor. Guvernul din Fiji a inițiat programe de eradicare a acestei plante pentru a proteja ecosistemul.
O altă amenințare este reprezentată de prădătorii introduși, precum șobolanii, mangustele și pisicile, care vânează iguanele crestate și ouăle acestora. În plus, specia a fost țintă de vânătoare pentru consum uman și comerțul ilegal cu animale exotice.
Traficul ilegal de animale rămâne o problemă majoră pentru conservarea acestei specii, deoarece braconierii vizează zonele cu investiții semnificative în conservare, crescând riscul de extincție a speciei.

## Conservare
Datorită îndepărtării caprelor, suprafața forestieră de pe insula Yadua Taba a crescut cu 10–20% din 1980, oferind resurse suplimentare și un habitat extins pentru iguana cu creastă din Fiji. Cu toate acestea, sunt necesare măsuri suplimentare pentru asigurarea supraviețuirii pe termen lung a acestei specii.
Un pericol major pentru iguana cu creastă îl reprezintă prădătorii introduși, precum pisicile sălbatice, șobolanii și mangustele. Se desfășoară campanii pentru implementarea unor măsuri de protecție fizică împotriva pisicilor și mangustelor, inclusiv eliminarea acestora, similar cu strategia aplicată în cazul caprelor.
În prezent, doar insula Yadua Taba este monitorizată în mod regulat, dar există inițiative pentru extinderea acestor activități și pe alte insule populate de iguane crestate, precum Macuata, Monu și Monuriki.
O altă măsură propusă este reîmpădurirea. Iguanele necesită mai multe resurse pentru a-și reface populația, iar creșterea numărului de arbori ar putea contribui la sporirea surselor de hrană și, implicit, la refacerea populației speciei.
Datele despre această specie rămân limitate, iar informațiile despre factorii direcți și indirecți care contribuie la declinul populației sunt insuficiente.